# Marumalarchi Dravida Munnetra Kazhagam
மறுமலர்ச்சித் திராவிட முன்னேற்றக் கழகம்/Marumalarchi Dravida Munnetra Kazhagam (MDMK) är ett indiskt politiskt parti för tamiler. Partiet var medlem i valalliansen National Democratic Alliance fram till hösten 2003. Men trots att partiet deltog i NDA-regeringen, satt partiets ledare Vaiko arresterad under terrorlagen POTA i 19 månader.
Numera ingår partiet i den breda tamilska fronten Democratic Progressive Alliance där även Dravida Munnetra Kazhagam, Kongresspartiet, Pattali Makkal Katchi, Communist Party of India, Communist Party of India (Marxist) och Indian Union Muslim League ingår. År 2022 MDMK slogs samman med DMK.